# Piotr Pavlenko
Piotr Andreievici Pavlenko (în rusă Пётр Андре́евич Павле́нко, n. 29 iunie/11 iulie 1899, Sankt Petersburg, Imperiul Rus – d. 16 iunie 1951, Moscova, RSFS Rusă, URSS) a fost un scriitor, scenarist, jurnalist și corespondent de război sovietic. A fost membru al Partidului Comunist al Uniunii Sovietice din 1920. Piotr Pavlenko a primit patru premii Stalin de gradul I (în 1941, 1947, 1948, 1950). A fost cea mai faimoasă figură culturală din perioada stalinistă, când multe dintre lucrările sale au fost considerate clasice.

## Biografie

### Tinerețe
Pavlenko s-a născut la Sankt Petersburg, unde tatăl său a lucrat ca funcționar al căilor ferate.  Din cauza bolii mamei sale, familia a fost nevoită să se mute în orașul Tbilisi, pe care Piotr Pavlenko l-a considerat a doua patrie. Mama sa a murit la scurt timp după aceea. Împreună cu tatăl său a locuit în cea mai săracă zonă a orașului, așa-numita Nahalovka, unde trăiau în principal muncitori feroviari. Pavlenko a studiat la Politehnica din Baku în 1917 - 1920. În 1920 s-a alăturat partidului comunist. A servit pe post de comisar în Armata Roșie, iar după demobilizare a petrecut câțiva ani în munca de partid în Transcaucazia: în Azerbaidjan și Georgia.  A lucrat în redacția ziarului armatei Războinicul roșu, apoi la ziarul republican Zaria Vostoka din Tbilisi. A scris eseuri și articole pe probleme de partid. În 1924 a fost delegat la al XIII-lea Congres al Partidului din Transcaucazia.

### Carieră
A făcut parte din delegația comercială sovietică din Turcia din 1924 până în 1927. Pavlenko a început să-și publice lucrările din 1928. Primele sale povestiri și eseuri, printre care și colecțiile Povestiri din Asia (1929) și Istanbul și Turcia (1930), s-au ocupat de Orientul nesovietic.
Călătoriile lui Pavlenko în estul sovietic la începutul anilor 1930 i-au furnizat materiale pentru reevaluarea și depășirea moștenirii romantismului oriental, o manieră literară caracteristică grupului de scriitori Pereval, cu care a fost asociat. Noua sa abordare s-a reflectat în romanul Pustiul (1931) și în cartea de eseuri Călătorie în Turkmenistan (1932). În romanul Baricade (1932), care descrie evenimente din comuna din Paris din 1871, a atins tehnica realistă pe care a cultivat-o. A mai scris nuvele ca Patria; Doi regi.

### Persecuția lui Osip Mandelștam
Când s-a constituit Uniunea Scriitorilor din URSS în 1932, Pavlenko a devenit membru al consiliului său de administrație. El a fost chemat la sediul NKVD în mai 1934 pentru a asista la interogatoriul lui Osip Mandelștam, care a fost arestat după ce un informator al poliției l-a auzit recitând faimoasa Epigramă Stalin. Când Mandelștam s-a prăbușit și a început să aibă convulsii sub stresul interogatoriului, Pavlenko l-a ironizat: „Mandelștam, nu ți-e rușine de tine!”. Ulterior, el a răspândit o poveste în rândul scriitorilor despre cum Mandelștam a devenit o figură ridicolă în timpul detenției sale. Vaduva lui Mandelștam, Nadejda, care și-a amintit de Pavlenko ca fiind „mult mai inteligent și mult mai înfricoșător” decât majoritatea scriitorilor pe care i-a cunoscut, a afirmat despre comportamentul său: „Opinia publică a fost întotdeauna limitată la a lua partea celor puternici împotriva celor slabi, dar ceea ce a făcut Pavlenko a depășit limita."
Pavlenko a fost chemat din nou de NKVD în mai 1938, când Osip Mandelștam a fost arestat pentru a doua oară, pentru a evalua activitatea sa de-a lungul vieții. Aprecierea sa scrisă a fost că versurile lui Mandelștam - cu excepția parțială a „Odei lui Stalin” - erau „reci și moarte” și că aveau același „miros” ca opera lui Boris Pasternak (care a avut, de asemenea, probleme cu regimul stalinist). Comparația cu Pasternak a fost intenționată ca o insultă. În mai 1937, Pavlenko l-a vizitat pe Pasternak acasă pentru a-l forța să semneze o scrisoare colectivă în care era aplaudată execuția mareșalului Mihail Tuhachevski și a altor comandanți ai Armatei Roșii, dar Pasternak a refuzat să coopereze. În prezent, Mandelștam, la fel ca și Pasternak, este considerat unul dintre cei mai mari poeți ai secolului al XX-lea.

### Colaborarea cu Eisenstein
În 1937, renumitul regizor de film Serghei Eisenstein a fost atacat puternic de șeful industriei cinematografice sovietice, Boris Șumiatski. Pavlenko a vorbit cu îndrăzneală la o conferință a oamenilor din industria filmului în apărarea lui Eisenstein. Șumiatski a fost demis și împușcat la scurt timp după aceea, iar lui Eisenstein i s-a permis să continue filmările, cu Pavlenko ca scenarist. Amenințarea Germaniei Naziste era în creștere. Apărarea patriei a fost tema centrală a celui mai recent roman al lui Pavlenko, În răsărit (cărțile 1-2, 1936–1937; titlul filmului În Extremul Orient, 1937, în colaborare cu S. Radzinski). Colaborarea sa cu Eisenstein a produs ceea ce mulți critici consideră a fi cel mai bun film sovietic din anii 1930. Acesta a fost Alexandru Nevski (1938; Premiul de Stat al URSS în 1941), care a descris înfrângerea cavalerilor teutoni de către Republica Novgorodului în 1242.
Pavlenko a colaborat, de asemenea, cu Eisenstein la o serie propusă de trei filme despre Marele Canal Fergana (în rusă: Ферганский канал),  dar acest proiect nu a fost niciodată finalizat. Parteneriatul lor pare să nu se fi încheiat în condiții bune. Pavlenko nu a fost invitat să lucreze la proiectul final al lui Eisenstein, o serie proiectată în trei părți despre viața lui Ivan cel Groaznic și astfel a făcut filmului o recenzie ostilă pe care a trimis-o pentru a fi publicată în Pravda (recenzia a fost pentru Ivan cel Groaznic, Partea întâi care a avut premiera în ianuarie 1945). Recenzia sa nu a fost publicată, deoarece editorii de la Pravda au fost atenționați că lui Stalin îi place filmul. Pavlenko a scris și scenariul filmului despre viața lui Iakov Sverdlov (1940⁠(d); în colaborare cu Boris M. Levin).

### Carieră ulterioară

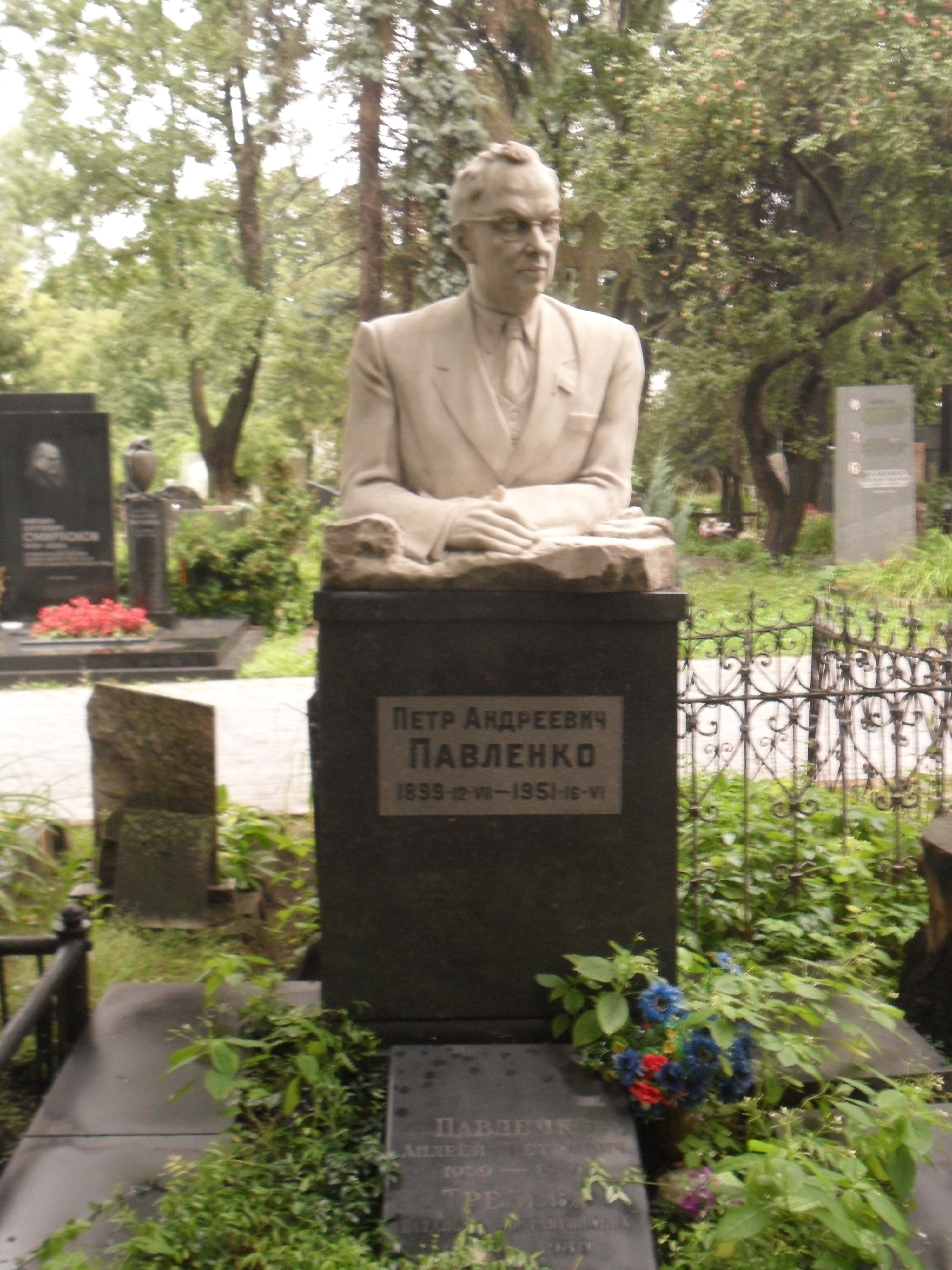
Monumentul său din Cimitirul Novodevici

Pavlenko a fost corespondent de război în timpul războiului sovieto-finlandez (Războiul de Iarnă) din 1939–1940 și în al doilea război mondial. Romanul Fericirea (1947; Premiul de Stat al URSS) a fost inspirat din experiența sa din timpul refacerii economiei din Crimeea. Eroul, comunistul Voropaiev, este descris cuprinzător și în profunzime. În colaborare cu Mihail Ciaureli, Pavlenko a scris scenariile pentru filmele Văpaia cea mare (1946; Premiul de Stat al URSS, 1947) și Căderea Berlinului⁠(d) (Padenie Berlina, 1950, Premiul de Stat al URSS, 1950). De asemenea, a scris trei cărți de eseuri, American Impressions (1949), Young Germany și Italian Impressions (ambele în 1951). Nuvela Soarele de stepă (1949) este clară și grafică în limbajul său și bine definită în scopul său. Romanul său Muncitorii lumii (publicat parțial în 1952) a rămas neterminat.
Pavlenko a fost deputat în a treia adunare a Sovietului Suprem al URSS. El a primit Ordinul Lenin, Ordinul Steagul Roșu al Muncii, Ordinul Steaua Roșie și mai multe medalii. A murit în 1951 la Moscova și a fost înmormântat în Cimitirul Novodevici.

## Premii[18]
- Premiul de stat al URSS (4)
- Ordinul Lenin
- Ordinul Steagul Roșu al Muncii
- Ordinul Steaua Roșie
- Medalia „Pentru apărarea Moscovei”
- Medalia „Pentru apărarea Stalingradului”
- Medalia „Pentru apărarea Caucazului”
- Medalia „Pentru cucerirea Budapestei”
- Medalia „Pentru cucerirea Vienei”

## Traduceri
Povestirea „Îndemn la drum” a apărut în volumul I Coliba din pădure al antologiei Nuvele sovietice (BPT, 295).
- Baricade, 1955
- Soarele de stepă, 1957